# 김선호 (1990년)
김선호(한국 한자: 金先濠, 1990년 3월 22일 ~ )는 대한민국의 전 축구 선수이며, 포지션은 수비수였다.